# Глибокий потік (притока Скельнатого потоку)
Глибокий потік (словац. Hlboký potok) — річка; ліва притока Скельнатого потоку, протікає в окрузі Попрад.
Довжина приблизно 14.5 км. Витік знаходиться в масиві Підтатранська улоговина (схил гори Кечка) на висоті приблизно 1815—1820 метрів.
Протікає територією міста Високі Татри — частина Татранська Ломниця. Впадає в Скельнатий потік на висоті приблизно 765 метрів.